# Tortopus puella
Tortopus puella är en dagsländeart som först beskrevs av Francois Jules Pictet de la Rive 1843.  Tortopus puella ingår i släktet Tortopus och familjen Polymitarcyidae. Inga underarter finns listade i Catalogue of Life.